# Готический квартал

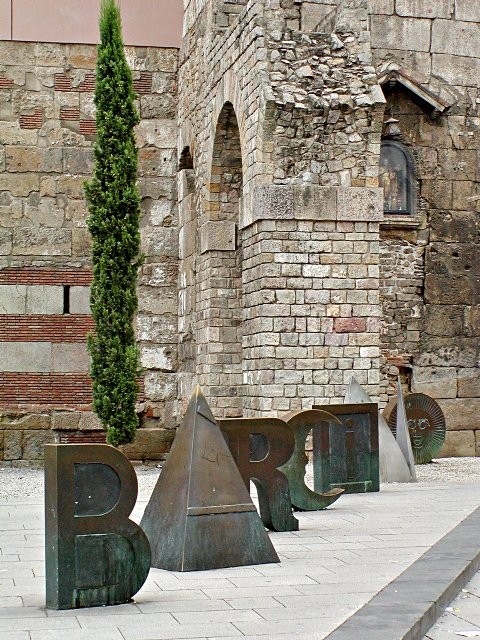
Скульптура Barcino (автор — Хуан Бросса) у руин римского акведука на Новой площади

Готический квартал (кат. El Gòtic, также кат. Barri Gòtic, исп. Barrio Gótico) — административный подрайон под номером 2 района Старый город города Барселона. Квартал начинается от площади Каталонии и простирается от Ла Рамбла до проспекта Виа Лаетана. Своё название квартал получил благодаря сохранившимся постройкам, возведённым в Средние века, когда Арагон был одной из самых могущественных держав на Средиземном море.

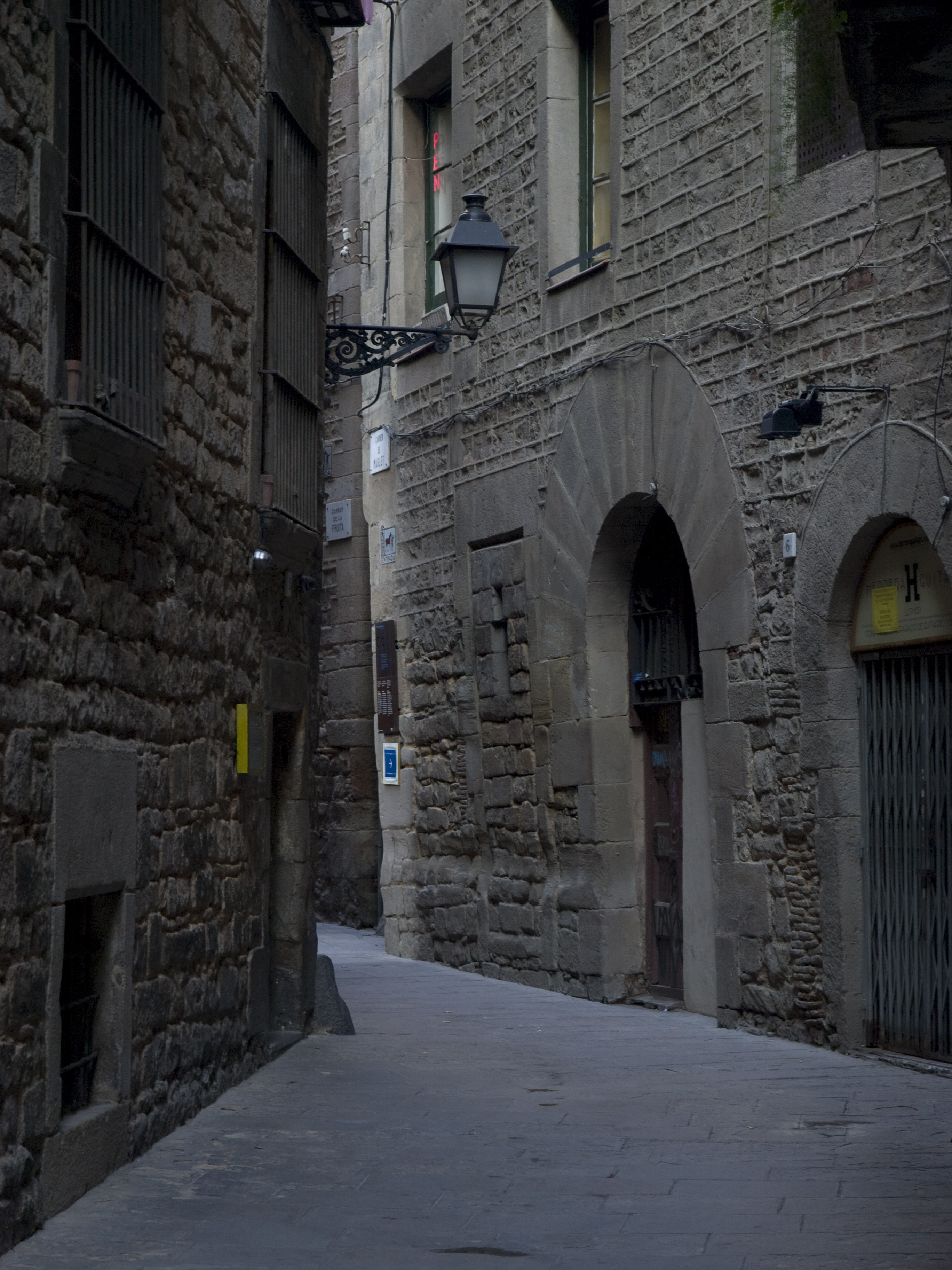
Средневековый еврейский квартал El Call

Типичная для средневековых городов хаотичная планировка сохранилась и в Готическом квартале. Квартал состоит из узких кривых улочек, многие из которых закрыты для проезда. Большинство построек датируются XIV—XV веками, однако сохранились и римские постройки. Квартал был заселен во времена правления Октавиана Августа. На месте площади Святого Иакова ранее находился римский форум. Остатки Римской стены сохранились между улиц Carrer de la Tapineria и del Sots-Tinent Navarro.
Собор Святой Евлалии является центральным пунктом Готического квартала. В 1920-х квартал был отреставрирован, сейчас в нём находятся многие музеи и небольшие магазины. Также здесь находятся Аюнтамьенто Барселоны (городская ратуша) и Palau de la Generalitat (правительство Каталонии).
Вместе с кварталами Ла Рибера и Эль Раваль Готический квартал образует Старый город.

## Достопримечательности
Готический квартал — одна из главных достопримечательностей Барселоны, место, привлекающее туристов со всего мира.
- Собор Святого Креста и Святой Евлалии — готический собор XIII—XV века
- Palau Reial Major — Королевский дворец, бывшая резиденция графов Барселоны и королей Арагона
- Королевская площадь — площадь с цельной застройкой в стиле неоклассицизма (XVIII век)
- Площадь Короля (кат. Plaça del Rei), существующая с XIV века.
- Площадь Святого Иакова
- Остатки Римской стены
- Руины дворца Октавиана Августа
- Базилика Ла-Мерсе
- «Четыре кота» — арт-кабаре, прототипом которому послужило парижское кабаре «Чёрный кот». Среди знаменитых посетителей значились Пабло Пикассо, Русиньоль, Рамон Касас и Гонсалес.

- El Call — средневековый еврейский квартал
- Санта-Мария-дель-Пи — готическая церковь (XIV век)
- Новая площадь
- Площадь Сан-Фелипе Нери